# Jardin Laure Albin-Guillot
Der Jardin Laure Albin-Guillot ist eine Grünanlage im 13. Arrondissement von Paris.

## Namensursprung
Die Anlage erhielt diesen Namen zu Ehren des Fotografen Laure Albin-Guillot (1879–1962).

## Geschichte
Der Garten wurde im Rahmen der städtischen Operation zur Entwicklung neuer Viertel geplant und nach Beratungen des Rates des 13. Arrondissements und des Pariser Stadtrats beschlossen.

### Besonderheiten
Der Garten ist der Mittelpunkt in dem Wohnviertel um den Square Rosny-Aîné und die Straßen Rue Gerda Taro, Rue Paul Bourget, Rue Germaine Krull. Er ist Teil des grünen Gürtels im 13. Arrondissement und reicht von der Avenue de la Porte d’Italie zum Parc Kellermann. Auf dem Gelände stehen vor allem Linden, Kieferngewächse und Schmetterlingsblütler.